# Pradera templada de las islas de San Pablo y Ámsterdam
La pradera templada de las islas San Pablo y Ámsterdam es una ecorregión de la ecozona afrotropical, definida por WWF, constituida por las islas de San Pablo y de Ámsterdam, en el sur del océano Índico.

## Descripción
Es una ecorregión de pradera formada por dos islas volcánicas aisladas. 
Ámsterdam es un volcán extinto relativamente joven, formado hace varios cientos de miles de años. Tiene una extensión de 55 km² y alcanza los 911 metros de altitud. En el oeste presenta acantilados verticales de varios cientos de metros de altura.
San Pablo, un cráter abierto al mar, tiene una extensión de 7 kilómetros cuadrados y una altura de 272 metros.
El clima de las dos islas es oceánico templado. La humedad relativa y las precipitaciones son elevadas.

## Flora
En Ámsterdam, la vegetación varía en función de la altitud. Hasta los 100 metros, la vegetación consiste principalmente en juncos como Scirpus nodosus y Juncus australe y, en los acantilados, hierbas como Poa novarae y Spartina arundinacea. Desde 100 a 250 metros de altitud, la isla estaba cubierta por bosques del árbol ramnáceo Phylica nitida, de los que solo sobreviven unas 8 hectáreas.; el resto ha sido destruido por la tala, el fuego y el ganado. En las zonas altas, abundan el licopodio Lycopodium trichiatum, el helecho Gleichemia polypodioides, y las plantas con flores Poa fuegiana, Acaena seurguisarbae, Scirpus aucklandicus, Uncinia brevicaulis y Trisetum insulare. Cerca de las corrientes de agua se pueden encontrar el ranúnculo Ranunculus biternatus y la plantaginácea Callitriche antarctica. El cráter central del volcán es una turbera en la que crecen musgos, Lycopodium saurusus, Scirpus aucklandicus, Trisetum insulare y Uncinia compacta.
En Saint Paul la vegetación es similar, con menos variación en función de la altitud. El árbol Phylica nitida no está presente.

## Fauna
De las 22 especies de aves que habitaban en las islas antes de la llegada del hombre, solo sobrevive una decena, de las que 4 se encuentran en peligro de extinción. Entre ellas, cabe destacar el pato-petrel de Salvin (Pachyptila salvini), el albatros clororrinco (Thalassarche chlororhynchus), el albatros ahumado (Phoebetria fusca), el petrel suave (Pterodroma mollis), la pardela gris (Procellaria cinerea), el charrán antártico (Sterna vittata), el págalo pardo (Stercorarius lonnbergi) y el pingüino saltarrocas (Eudyptes chrysocome). El pico de coral (Estrilda astrild) ha sido introducido en el siglo XX.
Entre los pinnípedos presentes en las islas cabe citar el lobo marino subantártico (Arctocephalus tropicalis) y el elefante marino meridional (Mirounga leonina), aunque su número se ha visto reducido enormemente.

## Endemismos
El albatros de Ámsterdam (Diomedea amsterdamensis) se encuentra en peligro de extinción: solo quedan unos setenta ejemplares.
Cuatro especies endémicas de ave se han extinguido en tiempos históricos: un pato no volador, un paíño, un petrel (Pterodroma) y una pardela (Procellaria).

## Estado de conservación
La isla de Ámsterdam es una de las más degradadas del Índico. La tala, el fuego, la introducción de plantas exóticas y la presencia de ganado bovino asilvestrado han destruido la mayor parte de la vegetación original, aunque entre los años 1988 y 2010 han sido sacrificados todos los ejemplares.
Las poblaciones de pinnípedos y aves marinas fueron esquilmadas entre los siglos XVIII y XIX.
La introducción de perros, ratones, ratas, gatos, cabras y cerdos también contribuyó a la degradación de la isla, aunque las dos últimas especies ya no están presentes.

## Protección
La isla Ámsterdam se incluyó en el parque nacional Antártico Francés en 1938.
El Grand Bois, el único remanente del bosque de Phylica en la isla, fue vallado y rodeado de cipreses para protegerlo del ganado asilvestrado, aunque finalmente, tras haber sacrificado en 2010 a los aproximadamente doscientas cabezas de ganado que quedaban, la valla ha sido retirada y el bosque ha comenzado a crecer muy lentamente.